# 1 Simple Game
1 Simple Game es un estudio de desarrollo de videojuegos fundado en México y ubicado en la ciudad de Zapopan, Jalisco. Entre los juegos desarrollados por la compañía se encuentran Mucho Taco, The Lullaby of Life, y, próximamente, I’m Not Jelly.

## Historia
El estudio 1 Simple Game se originó en 2013, cuando Francisco Lara Sikorski, fundador de la agencia de publicidad multimedia 1 Simple Idea, se asoció con Ovidio Escobedo Ramírez, quien ya llevaba varios años inmerso en el desarrollo de videojuegos, para incursionar en ese rubro.
En su primera etapa, desarrollaron juegos como Mugogy Jump (para móviles con Android, iOS y PS Vita), Mucho Taco y Deus Cult.
En 2019, 1 Simple Game fue seleccionado por Google para participar en su programa Indie Games Accelerator en Singapur, donde recibieron asesoramiento para sus juegos y mantener al negocio viable.
En 2020 hicieron un videojuego en colaboración con los influencers Los Rulés. Ese mismo año salieron Escape Jail 3D, Room Roller y The Lullaby of Life, este último en la plataforma de suscripción Apple Arcade.
En 2021 anunciaron I’m Not Jelly, su primer proyecto para computadoras, y que busca aparecer en consolas como Nintendo Switch y Xbox también. 
Además de este proyecto, tienen otros juegos que siguen en desarrollo como Chronoloop, que se encuentra en fase de beta cerrada.

## Juegos Desarrollados
| Título              | Año  | Géneros           | Plataformas                      |
| ------------------- | ---- | ----------------- | -------------------------------- |
| Mugogy Jump         | 2014 | Casual            | Android, iOS                     |
| Mucho Taco          | 2015 | Casual            | Android, iOS                     |
| Deus Cult           | 2017 | Casual            | Android, iOS                     |
| Escape Jail 3D      | 2020 | Casual            | Android, iOS                     |
| Los Rulés           | 2020 | Match-3           | Android, iOS                     |
| The Lullaby of Life | 2020 | Aventura, Puzzle  | iOS, iPadOS (Apple Arcade)       |
| Room Roller         | 2020 | Casual            | Android, iOS                     |
| I'm Not Jelly       | 2023 | Acción, Roguelike | Microsoft Windows, Mac OS, Linux |
| Chronoloop          | TBA  | Acción, RPG       | Android, iOS                     |

## Premios y nominaciones
| Premio                                   | Tipo               | Categoría                                         | Juego               | Fecha |
| ---------------------------------------- | ------------------ | ------------------------------------------------- | ------------------- | ----- |
| Apple App Store                          | Seleccionado       | Lo Mejor de 2015                                  | Mucho Taco          | 2015  |
| Apple App Store                          | Seleccionado       | Los Mejores Juegos Independientes                 | Mucho Taco          | 2015  |
| Apple App Store                          | Seleccionado       | Orgullo Mexicano                                  | Mucho Taco          | 2015  |
| Apple App Store                          | Seleccionado       | Lo Mejor de Septiembre                            | Mucho Taco          | 2015  |
| App Store Collection                     | Seleccionado       | Los 10 Mejores Clickers                           | Mucho Taco          | 2015  |
| Concurso Nacional Videojuegos MX         | Mención Honorífica | Aplicación Móvil Destacada                        | Deus Cult           | 2017  |
| Pixelatl                                 | Seleccionado       | Selección oficial para el showroom de videojuegos | The Lullaby of Life | 2017  |
| Google Indie Games Accelerator           | Seleccionado       | Generación 2019                                   | Chronoloop          | 2019  |
| Sublime                                  | Seleccionado       | Selección oficial para el showroom de videojuegos | Chronoloop          | 2019  |
| Xsolla                                   | Finalista          | XDC Latam Developers                              | Chronoloop          | 2021  |
| IndieCade                                | Finalista          | Diseño de Audio                                   | The Lullaby of Life | 2021  |
| IndieCade                                | Ganador            | Dev Choice Award                                  | The Lullaby of Life | 2021  |
| BitBang                                  | Nominado           | Mejores Artes Visuales                            | The Lullaby of Life | 2021  |
| BitBang                                  | Seleccionado       | Selección oficial del festival                    | The Lullaby of Life | 2021  |
| Global Top Round                         | Seleccionado       | Generación 2021                                   | I'm Not Jelly       | 2021  |
| Let's Pitch Las Maquinitas - Ventana Sur | Ganador            | Premio Zvook                                      | I'm Not Jelly       | 2021  |
| Xsolla                                   | Finalista          | XDC Latam Developers                              | I'm Not Jelly       | 2021  |